# Геджу-Гор
Геджу-Гор — фараон 0 династії Стародавнього Єгипту, правив близько 3070-3065 років до н. е.

## Життєпис
Наступником Геджу-Гора був Крокодил. Імовірно, Геджу-Гор був батьком фараона Крокодила, щодо якого збереглись численні артефакти. Невеликий напис на керамічному картуші з іменем царя Геджу-Гора доводить його існування та кровні родинні зв'язки навіть із Гор-Нармером — першим фараоном єдиної держави. Він входить до списку фараонів, які залишили по собі нечисленні докази свого правління у Верхньому Єгипті.

## См.також
- Список керівників держав 4 тисячоліття до н.е.